# Коренастый углозуб
Коренастый углозуб  (лат. Pachyhynobius shangchengensis) — вид хвостатых земноводных (тритонов) из семейства Hynobiidae. Он принадлежит монотипическому роду Pachyhynobius. Впервые этот вид был научно описан Лян Фей, Вэнь-юань Цюй и Шу-хуи Ву в 1983 году.
Этот вид является эндемиком Китая. Он находится на юго-востоке Хэнани и западе Аньхоя, на высоте от 380 до 1100 м над уровнем моря. Видовое название происходит типовой местности — Шанчэн. Это эндемик гор Даби в центральном Китае (провинции Хубэй, Хэнань и Аньхой). Его местообитания — субтропические влажные низинные леса, горные леса и реки. Ему угрожает разрушение среды обитания. Встречается в центральной части страны на высоте от 380 до 1100 метров над уровнем моря. Среда обитания состоит из медленно текущих горных ручьев, личинки развиваются в воде. Это относительно неизвестный вид, известный менее чем из десяти мест. Разрушение и изменение среды обитания, вероятно, окажет негативное воздействие, но сбор образцов для потребления человеком является основной угрозой.
Цвет от серо-коричневого до серого, с более светлой нижней стороной. Голова округлая и тупая, глаза маленькие и круглые, тело цилиндрическое, хвост сильно уплощен с боков. Коренастый углозуб обладает выраженным половым диморфизмом: у взрослого самца толстая и широкая голова. Взрослые самцы имеют общую длину 150—184 мм, а самки — около 157—176 мм.